# FESA (feige sau)

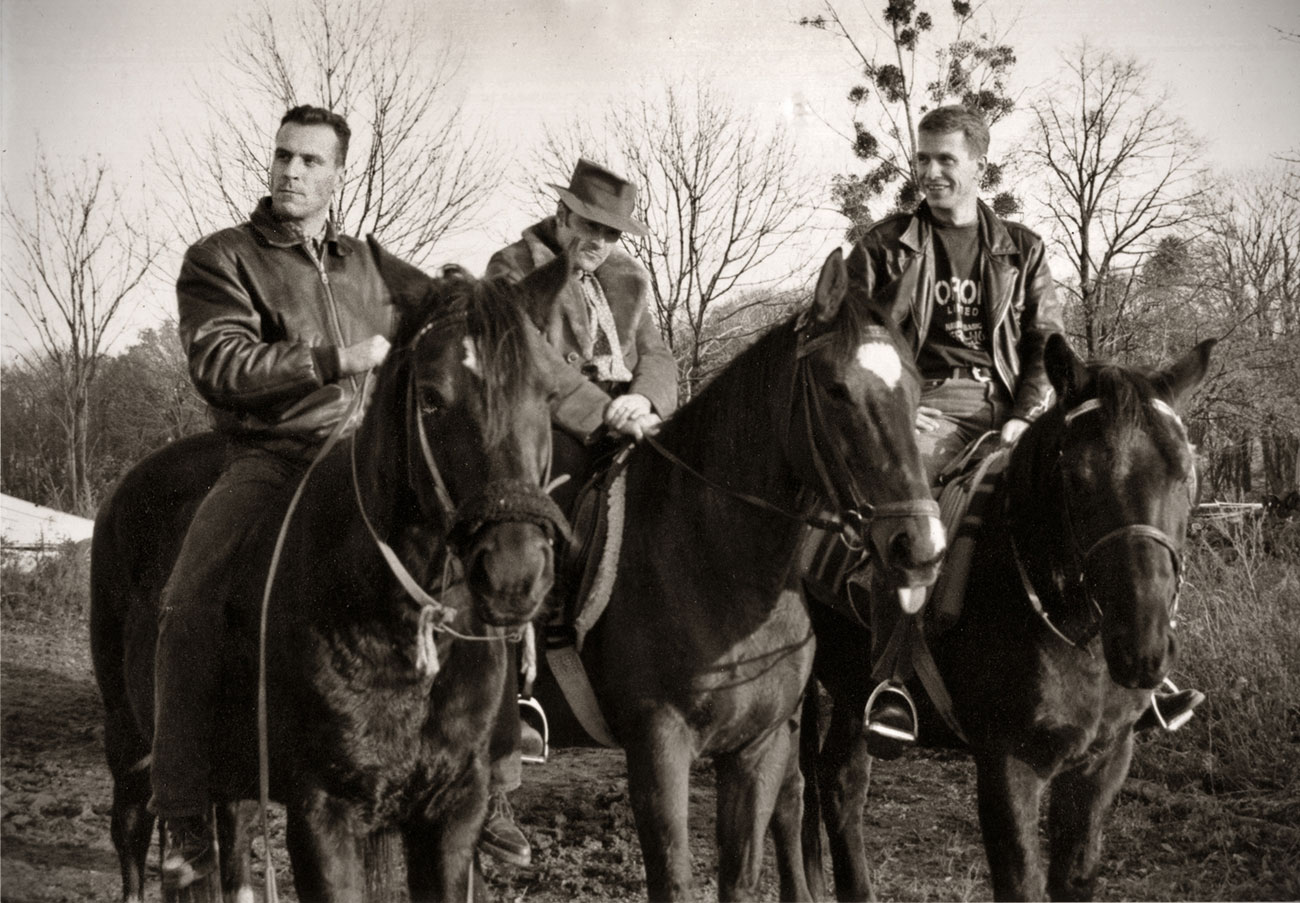
Mitglieder der Gruppe FESA (feige sau), v. l. n. r.: Wolf Götz Richter, Ray van Zeschau, Rainer A. Schmidt, 1992

FESA (feige sau) war eine Dresdner Undergroundfilmgruppe zwischen 1985 und 1992.

## Geschichte
Rainer A. Schmidt, Ray van Zeschau und Wolf Götz Richter gründeten 1985 in Dresden die Undergroundfilmgruppe FESA (feige sau). Im Jahr 1986 fand das erste unabhängige Dresdner Filmfest in einer 120 Quadratmeter großen Wohnung im heute denkmalgeschützten Wohnhaus Schweriner Straße 63 im Stadtteil Friedrichstadt statt. Da es unmöglich war, eine offizielle und öffentliche Veranstaltung zu organisieren, verteilte man Einladungen an einen ausgewählten Personenkreis. Trotzdem kam es nach den Aufführungen immer wieder zu Personenkontrollen durch die Volkspolizei oder zu Observierungen des Hauses. Von 1986 bis 1988 veranstaltete die FESA drei Filmfeste.
Im Jahr 1987 wurde an der Hochschule für Bildende Künste Dresden das Filma-Morgana-Filmfestival ins Leben gerufen, an dem die FESA zweimal teilnahm. Dem dritten Festival verweigerte man sich, da die Hochschule eine Art Zensur bzw. Vorkontrolle der Filme vornehmen wollte. Im Jahr 1988 gründeten dann Rainer A. Schmidt und Ray van Zeschau die Band Freunde der italienischen Oper und gaben den neu gedrehten Filmen einen eigenen Soundtrack. FDIO traten dann mit drei Filmen zum ersten neu gegründeten Filmfest Dresden 1989 im Hörsaal der Pädagogischen Hochschule „Karl Friedrich Wilhelm Wander“ auf.
Der FESA-Film Frustratorische Assoziationen 86 wurde 1991 zur Ausstellungseröffnung Leibesvisitation und zur Amtseinführung von Martin Roth als Direktor des Deutschen Hygiene-Museums im Steinsaal mit den „Freunden der italienischen Oper“ aufgeführt und löste einen Skandal aus.
Im Jahr 1992 drehte man den letzten Film Teddy goes to Golgotha, der aber erst 21 Jahre später offiziell seine Premiere hatte.
28 Jahre nach Gründung der FESA wurden die Werke sowie zwei Filme der Filmgruppe „Milder Wahn“ mit Unterstützung des Beauftragten der Bundesregierung für Kultur und Medien im Sonderprogramm des 25. Filmfestes Dresden „Picknick am Zonenrand“ auf der großen Leinwand des Fritz-Lang-Saales des Dresdner Kinos Schauburg erstmals komplett wieder gezeigt. Durch den Abend führte der Autor und Filmhistoriker Claus Löser in Anwesenheit der Protagonisten. Weiterhin lief der Film WARscheinlich an vier Tagen in der Filmfestreihe Fehlfarben-Dresden zwischen 1985 und 1992 in drei Dresdner Kinos sowie in der Unterkirche der Frauenkirche Dresden.
Am 14. März 2025 wurden Ray van Zeschau und Rainer A. Schmidt anlässlich des 29. Sofia International Filmfestivals eingeladen, Filme der FESA, sowie Filme der Freunde der italienischen Oper im Sonderprogramm ПИКНИК В РАЙОНА НА ЗОНАТА - (Picknick am Zonenrand) aufzuführen, in welchem der Musikfilm Der leere Raum vom aktuellen Album der FDIO Kassandras Komplex seine Kinoweltpremiere beging und den Höhepunkt des Abends bildete.
Die Filme der FESA befinden sich seit 2013 in Claus Lösers „ex.oriente.lux“-Filmarchiv. Sie haben zumeist surrealen Charakter und setzen sich vornehmlich mit Themen wie gesellschaftlicher Unterdrückung, Umwelt und Militarisierung auseinander – mit für die damalige Zeit teils drastischen künstlerischen Mitteln.

## Filme
- 1985: InEs
- 1986: Genesis (mit Wolfgang Grossmann)
- 1986: Labyrinth
- 1986: Frustratorische Assoziationen 86
- 1987: Warten auf Bodó (mit Siegfried Haas)
- 1987: WARscheinlich (mit Siegfried Haas)
- 1989: Holiday, FESA/FDIO
- 1990: 1989, FESA/FDIO
- 1991: For Vincent (mit Susanne Böwe und Katherina Lange), FESA/FDIO
- 1992/2013: Teddy goes to Golgotha, FESA/FDIO